# Friedensreich Hundertwasser
Friedensreich Regentag Dunkelbunt Hundertwasser (rođen Friedrich Stowasser, Beč, 15. prosinca 1928. – Queen Elizabeth II, Pacifik, 19. veljače 2000.), austrijski slikar, grafičar i arhitekt.

## Životopis
Hundertwasser je rođen u Beču 15. prosinca 1928. godine pod imenom Friedrich Stowasser. Kao jedinac iz miješanog braka, nakon Anschlussa nije imao lako djetinjstvo. Nakon što mu je otac preminuo 1929. godine, kad je imao samo godinu dana, u Holokaustu su mu stradali svi rođaci s majčine strane. Njega i majku Elsu od smrti u ratu spasilo je samo očevo podrijetlo i činjenica da je služio u austrijskoj vojsci. 
Sa samo pet godina počinje otkrivati umjetnost i radi prve crteže. 1936. upisuje se u Montessori školu, ali je napušta nakon godine dana zbog financijskih problema. U školi primjećuju njegov neobični smisao za boje i oblike. 1948. godine upisuje Akademiju likovnih umjetnosti u Beču, u klasi Robina Christiana Andrersena. Nakon što je prikupio osnovna znanja o proporcijama tijela, crtanju akta i kopiranju iz prirode, napušta akademiju jer smatra da mu ona više ništa ne može ponuditi.
Ubrzo posjećuje izložbu Egona Schielea, čiji je rad imao velik utjecaj na njega, za razliku od formalnog obrazovanja. Impresioniraju ga Schieleove boje, kao i živost i humanost građevina koje prikazuje na svojim slikama. Također ga fasciniraju djela Waltera Kampmanna i njegovo prikazivanje stabala kao da su ljudska bića. Ova dva slikara imala su podjednak utjecaj na Hundertwassera kao i veliki majstori poput Paula Kleea i Gustava Klimta. 
Godine 1949. putuje u Italiju. U Toskani susreće francuskog slikara Renéa Brôa, koji mu postaje najbolji prijatelj. S njim odlazi u Pariz, gdje ostaje kroz 1950. godinu. To prijateljstvo i odlazak u Pariz bili su presudni i snažno su utjecali na njegov život i rad. 
Postao je svjetski poznat već od kasnih 60-ih godina, jer nakon boravka u Parizu slijede neprestane izložbe, predavanja i performansi. Slavu mu cijelo vrijeme učvršćuju svjetske turneje njegovih radova po muzejima na svih pet kontinenata, svjetski poduhvat koji je od 1975. do 1983. godine vodio njegov impresario i menadžer Joram Harel: “Austrija predstavlja Hundertwassera na svim kontinentima”. Prijateljstvo s Harelom započelo je 1972. godine i oslobodilo je Hundertwassera svih životnih briga materijalne prirode. Omogućilo mu je da živi u skladu sa svojom najdubljom željom – u neprekidnom suglasju s prirodom – i da djeluje u svakome trenutku svojega postojanja u potpunom skladu s njezinim principima.Ta 1972. godina bila je prekretnica u njegovom životu i zbog smrti majke, uz koju je bio duboko vezan. Njegova se umjetnost sve više poistovjećuje s temeljnim postavkama njegovog shvaćanja svijeta. 
Od vremena kada je naslikao svoju prvu spiralu, 1953. godine u ateljeu svojega prijatelja Renéa Brôa, Hundertwasser je učvrstio svoju viziju svijeta i svoj odnos prema izvanjskoj stvarnosti. Bio je to odnos osmišljen kao osmoza, postupni prijelaz koji slijedi razine svijesti, a u svojem je središtu uvijek imao njegovo unutarnje “ja”. Slikarski simbol spirale predstavlja biološku metaforu. Ravne linije nazivao je “đavoljim oruđem”. Svoju umjetničku teoriju nazvao je “transautomatizam”, a bila je zasnovana na nadrealističkom automatizmu, ali se fokusirala na iskustvo gledatelja, radije nego umjetnika.
Mnogo je puta mijenjao svoje ime. Prvi put mijenja prezime iz Stowasser u Hundertwasser – stotinu voda. U vodi vidi utočište, mjesto na koje uvijek može pobjeći. Dok je 1961. živio u Japanu promijenio je ime iz Friedrich u Friederich, zatim u Friedereich, te na kraju u Friedensreich, a često se nazivao i gospodin Regentag ili kapetan Regentag po svom jedrenjaku. Brod je nazvao Regentag, odnosno kišni dan, zbog ljepote boja koje se mogu vidjeti u kiši i jer su kišni dani jedini dani kad može raditi, kad je sretan.  Na kraju si je dodao još jedno ime, Dunkelblunt – tamno-šaren. Rekao je da ima toliko imena jer on u sebi nosi više osoba – slikara, arhitekta, ekologa, a ne samo jednu. Kad se jedno ime napuni potrebno je drugo da se može početi iznova.
Hundertwasser je preminuo 2000. godine na palubi broda Queen Elizabeth II. na Pacifiku. Prema vlastitoj želji, pokopan je na svom posjedu na Novom Zelandu ispod stabla magnolije. 1953. godine naslikao je sliku Vrt sretne smrti, koja je proročanska zamisao ekološkog ukopa gdje mrtvi nastavljaju živjeti kroz drveće posađeno na njihovim grobovima.

## Slikarstvo
Hundertwasser nije samo počeo kao slikar, njegovo slikarstvo je također i početna točka svih 
ostalih aktivnosti. Slikarstvo je utjecalo na njegove grafičke teorije i “gramatiku gledanja”. Ono je 
temelj njegovih arhitektonskih manifesta i posvećivanja organskoj arhitekturi vrijednoj čovjeka, u 
kojoj je individualno uređenje fasade, okvira i zida oko prozora pravo svakoga. Na kraju, sve 
njegove grafike su bazirane na njegovom slikarstvu, gdje spaja slikarstvo s drugim sredstvima – 
sitotiskom ili litografijom. 
Prvi put se pojavljuje kao slikar oko 1950. godine. Njegova djela bila su osobni pokušaj da 
pronađe odgovore na stanje u umjetnosti toga doba. U to je vrijeme avangarda, u Beču također, bila 
pod utjecajem tašizma, čije je osnovne tehnike Hundertwasser shvaćao kao čisti psihološki 
automatizam. Hundertwasser nije mogao u potpunosti izbjeći impulse i sugestije avangarde, ali 
rezultati ga nisu zadovoljavali. Zato je pokušao pronaći svoj vlastiti put. Na automatizam je želio 
odgovoriti transautomatizmom; sporim, “vegetativnim” načinom rasta slike iz elemenata i linija, kao 
otpor art informelu s mnoštvom novih formi, formula i kodiranih veza. 
Služio se naivnim dječjim i primitivnim pogledom na svijet, poput onoga kojeg je pronašao 
u djelima Henria Rousseaua i Paula Kleea; kao i formalnim elementima art nouveau i secesije, koji 
su ga fascinirali u djelima Gustava Klimta i Egona Schielea. Oba izvora njegove umjetnosti 
povezuje površnost rasporeda na slici i napuštanje uobičajene perspektive, a iz secesijske umjetnosti 
je preuzeo strukturiranje dvodimenzionalnih formi, luksuzne, raskošne boje i krivudave linije, te 
polet tankih i osjetljivih linija koje nagovještavaju pokret i život. Kad bi bio u potrazi za 
inspiracijom, posezao bi za nekim od detalja Klimtovih ukrasa. Zatim bi ga uvećavao na veličinu 
svoga platna, te pomoću transautomatskog ponavljanja stvarao mračni svijet opsjednutosti. 
Od početka je u svojim slikama tradicionalne elemente integrirao u svoj vlastiti pjesnički 
svemir. Psihološka dimenzija slike mu je uvijek bila najvažnija - ona je mogućnost da se svijet 
njegovih slika nastani. Od kad je 1953. godine prvi put naslikao spiralu, ona je postala dominantni 
motiv njegovih slika, nepravilna linija koja neprestano raste i čiji se pokret može čitati s dvije strane, 
prema unutra i prema vani, koja obavija svijet i štiti ga.
U Hundertwasserovu slikarstvu vrlo je bitna boja. On boje koristi instinktivno, bez 
povezivanja istih s uobičajenim značenjima ili čak svojim osobnim razmišljanjima. Preferira 
intenzivne, sjajne boje i voli postavljati komplementarne boje jednu do druge da bi npr. naglasio 
dvostruko kretanje spirale. Također voli koristiti zlato i srebro, koje lijepi na sliku kao tanku foliju. 
Na njegovim slikama primjećujemo dvije velike grupe motiva: jedna obuhvaća svijet likova 
koji predstavljaju vegetativni rast i animističku prirodu; i druga grupa u kojoj se ponavljajući 
pojavljuju arhitektonski simboli: kuće, prozori, ograde, ulazi, krovovi... Zanimljivo je kako su obje 
grupe motiva međusobno povezane: vegetativne forme izgledaju statično, dok sve arhitektonsko 
izgleda kao da je organsko, kao da raste i da je nastalo od same prirode. Kuće su često smještene na 
planinama ili brdima, ograde rastu iz zemlje poput trave...
Hundertwasserova slikarska tehnika je također vrlo osobna stvar. Najviše je volio koristiti 
boje koje je sam pripremio, a nanosio ih je bez miješanja. Slično tome, sam je pripremao i platna, te 
je za to smislio razne recepte, koji su garantirali dugotrajnost njegovih slika. Na mnogim slikama 
miješa razne tehnike – uljane boje, temperu i akvarel – da bi postigao kontrast između 
matiranih i sjajnih dijelova.

## Grafika
Spojio je različite metode tiskanja: offset tisak s bakrorezom, litografijom, sitotiskom i prešom. Upotrijebio je tehnike i boje koje do tada u grafici nisu bile uobičajene: fluorescentne boje, zlatne i srebrne bronce, reflektirajuću prašinu staklenih perli, fosforescirajuće boje, koje zrače u tami i metal. Tiskao je na pleksistaklu, na podloge slikane rukom, na kartone s metalnom naslagom, na papir za pakiranje i na bitumenpapir. Čak 38 pojedinačnih otisaka u boji dao je za svoje poznate obojene drvoreze tiskati od najboljih japanskih majstora i tiskara na najfinijem japanskom papiru.

## Vanjske poveznice
- Friedensreich Hundertwasser  Arhivirana inačica izvorne stranice od 20. ožujka 2022. (Wayback Machine) Hundertwasser Webstranica
- Friedensreich Hundertwasser KunstHausWien - Muzej Hundertwasser
- Biographie und Werke Art Directory GmbH München (na njemačkim jeziku)